# 莎阿南體育場
莎阿南體育場（Stadium Shah Alam）是一座位於馬來西亞雪蘭莪州莎阿南的戶外多用途體育場。它主要用於足球比賽也設有田徑設施。自1994年7月16日起體育場成為雪蘭莪足球會的官方主場，容量為80,372人。儘管多年來進行多次翻新嘗試，但體育場因長期缺乏維護而處於失修狀態。2020年，馬來西亞超級足球聯賽宣布由於體育場的屋頂和場地狀況不佳，可能禁止體育場舉辦聯賽比賽。2022年7月15日，雪蘭莪州首席部長阿米鲁丁沙利表示，雪蘭莪州政府已委任馬來西亞資源公司（MRCB）對體育場及其周邊運動設施進行翻新，預計費用高達7.87億令吉，並將於2023年初開始。
體育場的拆除和重建工程將同時進行，拆除工作將於2024年7月1日開始，預計在2026年重新開放，屆時將作為主辦方舉辦雪蘭莪州運動會。

## 歷史
體育場結構的靈感來自克羅地亞斯普利特的Poljud體育場。體育場於1990年1月1日開始建設，並於1994年7月16日正式開幕，首場邀請賽由蘇格蘭邓迪联足球俱乐部對陣雪蘭莪選拔隊，最終以1–1打平。體育場的第一個進球由比利·麥堅尼攻入，參加該邀請賽的其他隊伍包括拜仁慕尼黑、列斯聯、澳大利亞奧運隊以及贏得比賽的法林明高競賽會）。
這座體育場位於莎阿南東部，是雪蘭莪州最大的體育場。在武吉加里尔国家体育场完工之前，它是馬來西亞最大的體育場。其框架結構是世界上最長的獨立弧形結構。這座體育場是由著名的馬來西亞建築師希佳茲·卡斯圖里（Hijjaz Kasturi）設計。[邦喬飛]]於1995年5月4日在這個體育場舉行首次馬來西亞音樂會。
體育場周圍的停車場大約有5,500個車位。由於其規模和壯麗的建築，這個體育場已成為莎阿南的主要地標。除了體育設施外，體育場還擁有一個卡丁車賽道。曾經馬來西亞科技大學的表演藝術學院佔用體育場的一部分作為其學院大樓，直到該大學的佩爾達納高地（Puncak Perdana）衛星校區完工。在2011年，花費340萬令吉對體育場進行翻新，以升級照明系統、修理屋頂、更換球場的新草皮，以及更換被破壞的座位、改善音響系統、升級更衣室、修理洗手間以及其他設施。
在2014年，花費240萬令吉進行升級工程的第二階段，包括更換超過500片屋頂瓦片，將受損部分的草地更換為海岸草，升級更衣室和洗手間，修理公共廣播系統和兩台發電機。費用由雪蘭莪州政府承擔。自2015年12月以來，莎阿南體育場多次因維修工作而關閉。莎阿南體育場在2016年再次進行翻新，並於4月5日舉行雪蘭莪與吉打之間的馬來西亞超級聯賽比賽時全面投入運營。
莎阿南體育場曾經主辦1997年國際足協世界青年錦標賽包括準決賽，季軍賽及決賽，亦舉行馬來西亞重要賽事，包括多屆馬來西亞盃決賽、2007年東盟足球錦標賽四強馬來西亞對新加坡、2014年東南亞足球錦標賽四強馬來西亞對越南。